# Biaka (bướm)
Biaka là một chi bướm ngày thuộc họ Bướm nâu.